# Максименко, Нина Фёдоровна
Нина Фёдоровна Максименко (10 октября 1927, Одесская область, Украинская ССР) — прессовщица Красноармейского динасового завода имени Дзержинского Министерства чёрной металлургии Украинской ССР, Донецкая область. Герой Социалистического Труда (1973).

## Биография
Родилась в 1927 году на территории современной Одесской области. В послевоенное время переехала на Донбасс, где восстанавливала динасовый завод в Красноармейске. Затем трудилась прессовщицей на этом же заводе. Ежегодно показывала высокие трудовые результаты. По итогам работы в годы Семилетки (1959—1965) была награждена Орденом «Знак Почёта». Член КПСС.
Досрочно выполнила личное социалистическое обязательство и плановые задания третьего года Девятой пятилетки (1971—1975). Указом Президиума Верховного Совета СССР от 29 декабря 1973 года удостоена звания Героя Социалистического Труда за «проявленную трудовую доблесть и достижение выдающихся успехов в выполнении социалистических обязательств, принятых на 1973 год» с вручением ордена Ленина и золотой медали «Серп и Молот» (№ 13285).
Избиралась делегатом XXV съезда Компартии Украины.
После выхода на пенсию проживала в Красноармейске.
Награды
- Герой Социалистического Труда
- Орден Ленина
- Орден «Знак Почёта» (22.03.1966)